# Partido Comunista do Peru - Comitê Base Mantaro Rojo
O Partido Comunista do Peru – Comitê Base Mantaro Rojo (PCP-BMR), ou apenas Comitê Base Mantaro Rojo, é um partido comunista marxista-leninista-maoista e organização guerriheira no Peru. A organização reivindica a herança do Partido Comunista do Peru (Sendero Luminoso), e de fato mantém controle de muitos dos órgãos senderistas criados na década de 80, como o Exército Popular de Libertação.
Atualmente, as atividades do PCP-BMR são quase inteiramente limitadas ao Vale dos Rios Apurímac, Ene e Mantaro (VRAEM), mas algumas ONGs afirmam que o partido também teria presença em certas universidades do país, especialmente em Ayacucho. O partido é parte do Movimento Comunista Internacional.

## História
O PCP-BMR é um dos descendentes diretos do Sendero Luminoso, uma organização de guerrilha maoista peruana famosa por ter protagonizado um conflito civil no Peru por várias décadas.
Com a prisão do líder do SL, Abimael Guzmán (mais conhecido pelo nome de guerra Presidente Gonzalo) durante o auge da guerrilha, o PCP-SL se dividiu em diversas correntes distintas, notavelmente em torno da questão da continuidade da guerra popular. A parcela do partido que aceitou os acordos de paz firmados por Guzmán e defendia o fim da guerrilha foi chamada de “acordista”, e posteriormente daria origem ao Movimento pela Anistia e Direitos Fundamentais (MOVADEF). A parcela que defendia a continuidade da guerra foi chamada de “prosseguir” e se agrupou em torno de Florindo Eleuterio Flores Hala (conhecido pelo nome de guerra Camarada Artemio).
A parcela Prosseguir, no entanto, não era homogênea, e viria a se dividir novamente nos anos 2000, com a captura de Camarada Artemio. A divisão se deu entre aqueles que consideravam Guzmán um traidor da causa comunista e buscavam se distanciar do Sendero Luminoso e de sua linha ideológica, o Pensamento Gonzalo, e aqueles que negavam a autenticidade dos acordos de paz e reafirmavam sua lealdade a Guzmán. A primeira fração, majoritária, se tornou o Militarizado Partido Comunista do Peru, comandado por Camarada José (nome de guerra de Víctor Quispe Palomino). A segunda posteriormente se tornaria o Comitê Base Mantaro Rojo, a única organização atual a reivindicar continuidade do Sendero Luminoso.

## Ideologia
O PCP-BMR é Marxista-Meninista-Maoista, e portanto vê o Peru como um país atrasado, com uma base estruturalmente semi-feudal, herança do período colonial, cujo capitalismo burocrático é dependente do imperialismo estadunidense. O partido defende a realização de uma revolução de Nova Democracia no país, com o objetivo de desenvolver as bases materiais para a construção do socialismo e, posteriormente, do comunismo, seguindo a teoria do desenvolvimento socialista leninista. O partido também defende intensamente o Pensamento Gonzalo, vertente peruana do Marxismo-Leninismo-Maoismo que propõe a estruturação do partido em torno de uma liderança única e absoluta (a Chefatura), o uso da violência extrema durante a revolução (a Cota) e uma concepção classista de liberação feminina.
O PCP-BMR denuncia tanto o MOVADEF quanto o Militarizado Partido Comunista do Peru como sendo organizações revisionistas, e refere-se a ambas como “linhas oportunistas” (o MOVADEF como “Linha Oportunista de Direita” ou “LOD”, e o MPCP como “Linha Oportunista de Esquerda” ou “LOE”). O partido também é um membro ativo do Movimento Comunista Internacional através do Movimento Popular Peru, órgão internacionalista do Sendero Luminoso, e possui ligações com o Partido Comunista do Equador - Sol Vermelho e o Partido Comunista do Brasil (Fração Vermelha).